# Sandra Andreis
Sandra Andreis (Karlstad) is een Zweeds actrice.

## Biografie
Andreis werd geboren in Karlstad met een Zweeds/Italiaanse afkomst. Zij heeft in het verleden in verschillende landen gewerkt, zo in onder andere Zweden, Dominicaanse Republiek, Denemarken, Frankrijk, Oostenrijk en de Verenigde Staten. Zij woont in de Verenigde Staten en verblijft in zowel New York als Los Angeles.
Andreis begon haar carrière als journaliste in Zweden, en studeerde af aan de European Film College in Denemarken. Nadat zij zich in de Verenigde Staten vestigde studeerde zij af aan de Neighborhood Playhouse School of the Theatre in New York. Na haar afstuderen verscheen zij in diverse toneelstukken in lokale theaters, om hierna te acteren voor de televisie.
Andreis begon in 2008 met acteren voor televisie in de Amerikaanse film Buster, waarna zij in nog meerdere films en televisieseries speelde.

## Filmografie

### Films
Uitgezonderd korte films.
- 2023 Andra akten - als Madde
- 2013 Mig äger ingen - als zuster Nina
- 2013 Återträffen - als Louise
- 2012 Livstid - als Julia Lindholm
- 2012 Hamilton – I nationens intresse - als Anna
- 2011 The Girl with the Dragon Tattoo - als foto-editor
- 2008 Buster - als Jesse

### Televisieseries
Uitgezonderd eenmalige gastrollen.
- 2023 Ture Sventon och den magiska lampan - als 128:an - 6 afl.
- 2023 Dr. Death - als Wilma Svensson - 3 afl.
- 2022 Snabba cash - als Teresa - 6 afl.
- 2021 Deg - als Catrine - 4 afl.
- 2020 12:13 - als ?? - 12 afl.
- 2020 The Head - als Ebba Ullman - 6 afl.
- 2020 We Got This - als Sofia - 6 afl.
- 2020 Roslund & Hellström: Box 21 - als Anni Grens - 4 afl.
- 2012-2018 Morden i Sandhamn - als rechercheur Mia - 16 afl.
- 2012 Arne Dahl: Ont blod - Kvinnlig CIA-agente - 2 afl.